# Wirofagi

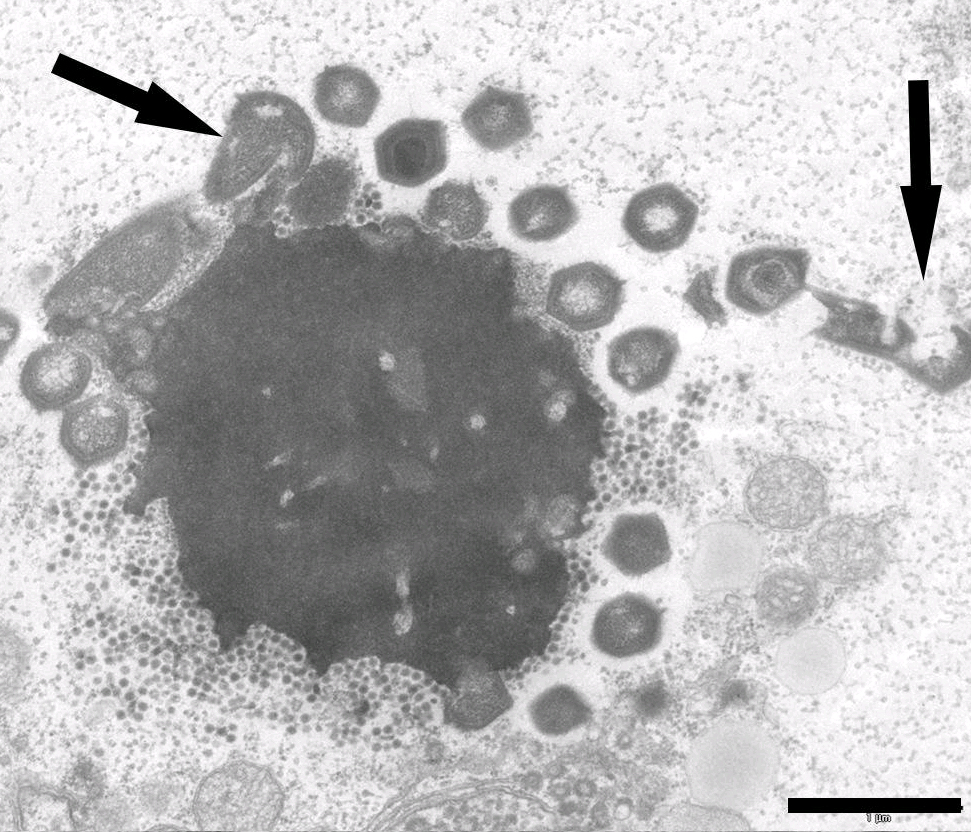
Ameba zainfekowana przez wirusa Mont1. Strzałki wskazują anormalne cząstki wirusa, zaatakowane przez wirofaga Zamilon.

Wirofagi – wirusy niezdolne do samodzielnej replikacji, podgrupa wirusów satelitarnych. Rozwój wirofaga wymaga koinfekcji komórki przez wirofaga i innego wirusa. Po rozpoczęciu namnażania wirusa-ofiary wirofag atakuje go, wykorzystując białka i materiał genetyczny do replikacji własnego wirionu.

## Poznane wirofagi
Dotychczas (2013) udało się odkryć i zbadać cztery wirofagi:
- Sputnik
- Mavirus
- OLV (Organic Lake Virophage)
- Zamilon

Są to wirusy DNA.

## Odporność
Wirofag Zamilon atakuje wirusy Mimivirus, pasożytujące na komórkach ameb Acanthoamoeba polyphaga. W 2016 roku odkryto, że jeden ze szczepów mimiwirusów wykazuje odporność na zakażenie tym wirofagiem. System MIMIVIRE (ang. Mimivirus Virophage Resistance Element) wykorzystuje mechanizm podobny do systemu CRISPR (ang. Clustered Regularly Interspaced Short Palindromic Repeats) występującego u bakterii i archeonów, który sprawdza DNA pod kątem obecności fragmentów z „biblioteki” obcych genów i tnie potencjalnie niebezpieczną nić. Potwierdzeniem tej hipotezy jest fakt, że wyciszenie tego regionu kodu genetycznego mimiwirusa sprawia, że staje się on podatny na atak wirofaga.